# Ла-Пуебла (Нью-Мексико)
Ла-Пуебла (англ. La Puebla) — переписна місцевість (CDP) в США, в окрузі Санта-Фе штату Нью-Мексико. Населення — 1123 особи (2020).

## Географія
Ла-Пуебла розташована за координатами 35°59′20″ пн. ш. 105°59′56″ зх. д. / 35.98889° пн. ш. 105.99889° зх. д. (35.988951, -105.998794).  За даними Бюро перепису населення США в 2010 році переписна місцевість мала площу 7,86 км², уся площа — суходіл.

## Демографія
Згідно з переписом 2010 року, у переписній місцевості мешкало 1186 осіб у 472 домогосподарствах у складі 332 родин. Густота населення становила 151 особа/км².  Було 544 помешкання (69/км²).
Расовий склад населення:
| - 55,6 % — білих - 2,4 % — корінних американців - 0,6 % — чорних або афроамериканців - 0,3 % — азіатів - 35,5 % — осіб інших рас |

До двох чи більше рас належало 5,6 %. Частка іспаномовних становила 80,0 % від усіх жителів.
За віковим діапазоном населення розподілялося таким чином: 22,3 % — особи молодші 18 років, 67,2 % — особи у віці 18—64 років, 10,5 % — особи у віці 65 років та старші. Медіана віку мешканця становила 40,9 року. На 100 осіб жіночої статі у переписній місцевості припадало 102,4 чоловіків;  на 100 жінок у віці від 18 років та старших — 100,2 чоловіків також старших 18 років.
За межею бідності перебувало 16,3 % осіб, у тому числі 0,0 % дітей у віці до 18 років та 21,8 % осіб у віці 65 років та старших.
Цивільне працевлаштоване населення становило 465 осіб. Основні галузі зайнятості: мистецтво, розваги та відпочинок — 23,2 %, освіта, охорона здоров'я та соціальна допомога — 20,9 %, публічна адміністрація — 16,1 %.